# Trithemis kirbyi
Trithemis kirbyi är en art i insektsordningen trollsländor som tillhör familjen segeltrollsländor.

## Kännetecken
En medelstor trollslända med en kroppslängd på 35 till 38 millimeter och en vingbredd på 25 till 26,5 millimeter. Hanarna har en ljust rödaktig kropp och genomskinliga vingar med rödaktiga vingribbor och orangeaktiga basfläckar. Vingmärket, pterostigma, är mörkt med en orange rand. Även ögonen är rödaktiga till den övre hälften, den undre hälften är mörkare. Underläppen, labium, är gulbrun. På ovansidan av bakkroppsspetsen finns svarta fläckar. Honan är mer obetydligt färgad i gulaktiga, ljust gröna och brunaktiga nyanser.

## Utbredning
Denna trollslända är vitt spridd i Afrika, förutom i regnskogsområden, och den finns också i Mellanöstern, södra Asien och på vissa öar och ögrupper i Indiska oceanen. Det händer också att den påträffas i södra Europa. Två olika underarter finns, nominatformen Trithemis kirbyi kirbyi, och Trithemis kirbyi ardens.

## Levnadssätt
Förekommer vid bäckar, floder och vattenansamlingar, på savanner och i skogar och buskmarker.